# NGC 3554
NGC 3554 ist eine elliptische Galaxie vom Hubble-Typ E im Sternbild Großer Bär am Nordsternhimmel. Sie ist schätzungsweise 389 Millionen Lichtjahre von der Milchstraße entfernt.
Das Objekt wurde am 24. Dezember 1827 von John Herschel entdeckt.